# Athis-de-l'Orne
Athis-de-l'Orne is een plaats en voormalige gemeente in het Franse departement Orne in de regio Normandië en telt 2421 inwoners (1999), die Athisiens worden genoemd. De plaats maakt deel uit van het arrondissement Argentan.

## Geschiedenis
Op 1 januari 2016 fuseerden de gemeenten Athis-de-l’Orne, Bréel, La Carneille, Notre-Dame-du-Rocher, Ronfeugerai, Ségrie-Fontaine, Taillebois en Les Tourailles tot de commune nouvelle Athis-Val de Rouvre, waarvan Athis-de-l'Orne de hoofdplaats werd.

## Geografie
De oppervlakte van Athis-de-l'Orne bedraagt 32,4 km², de bevolkingsdichtheid is 74,7 inwoners per km².
De onderstaande kaart toont de ligging van Athis-de-l'Orne met de belangrijkste infrastructuur en aangrenzende gemeenten.

## Demografie
Onderstaande figuur toont het verloop van het inwonertal (bron: INSEE-tellingen).
Athis-de-l'Orne · Bréel · La Carneille · Notre-Dame-du-Rocher · Ronfeugerai · Ségrie-Fontaine · Taillebois · Les Tourailles